# Eliminacje Mistrzostw Europy w Piłce Nożnej 2016/Baraże
Baraże to faza kwalifikacji, która wyłoniła ostatnie 4 zespoły, które wezmą udział w Mistrzostwach Europy w Piłce Nożnej 2016. 
Baraże odbyły się w dniach 12–17 listopada 2015 roku pomiędzy ośmioma drużynami, które zajęły trzecie miejsca w swoich grupach eliminacyjnych. Dziewiąta drużyna awansowała automatycznie do turnieju głównego Euro 2016 jako najlepsza drużyna z trzecich miejsc - o kolejności zdecydowała liczba zdobytych punktów wyłączając mecze z ostatnią drużyną w tabeli (nie dotyczy Grupy I, gdzie występuje 5 drużyn). Drużyny zagrały dwumecze, które rozlosowano 18 października 2015 roku w szwajcarskim Nyonie, zwycięzca dwumeczu awansował do turnieju głównego Euro 2016.
| Grupa | Zespół               | M | W | R | P | G+ | G- | +/- | Pkt | Drużyna z 6. miejsca |
| ----- | -------------------- | - | - | - | - | -- | -- | --- | --- | -------------------- |
| A     | Turcja               | 8 | 5 | 1 | 2 | 12 | 7  | +5  | 16  | Łotwa                |
| F     | Węgry                |   | 4 | 3 | 1 | 8  | 5  | +3  | 15  | Grecja               |
| C     | Ukraina              |   | 4 | 1 | 3 | 9  | 6  | +3  | 13  | Macedonia Północna   |
| H     | Norwegia             |   | 4 | 1 | 3 | 8  | 10 | -2  | 13  | Malta                |
| I     | Dania                |   | 3 | 3 | 2 | 8  | 5  | +3  | 12  | -                    |
| G     | Szwecja              |   | 3 | 3 | 2 | 11 | 9  | +2  | 12  | Mołdawia             |
| D     | Irlandia             |   | 3 | 3 | 2 | 8  | 7  | +1  | 12  | Gibraltar            |
| B     | Bośnia i Hercegowina |   | 3 | 2 | 3 | 11 | 12 | -1  | 11  | Andora               |
| E     | Słowenia             |   | 3 | 1 | 4 | 10 | 11 | -1  | 10  | San Marino           |

Bezpośrednio awansowała reprezentacja Turcji.

## Losowanie
Losowanie par barażowych odbyło się 18 października 2015 roku o godzinie 11:20 w Nyonie. Ośmioro uczestników baraży zostały pogrupowane w cztery pary. Koszyki, w których znalazły się drużyny, zostały ustalone na podstawie rankingu UEFA z października 2015.

### Podział na koszyki
(w nawiasie współczynnik)
Koszyk 1:  Bośnia i Hercegowina (30 367),  Ukraina (30 313),  Szwecja (29 028),  Węgry (27 142)

Koszyk 2:  Dania (27 140),  Irlandia (26 902),  Norwegia (26 439),  Słowenia (25 441)

## Mecze
| Drużyna 1                            | Wynik dwumeczu | Drużyna 2 | Pierwszy mecz | Drugi mecz |
| ------------------------------------ | -------------- | --------- | ------------- | ---------- |
| Ukraina                              | 3:1            | Słowenia  | 2:0           | 1:1        |
| Szwecja                              | 4:3            | Dania     | 2:1           | 2:2        |
| Bośnia i Hercegowina                 | 1:3            | Irlandia  | 1:1           | 0:2        |
| Norwegia                             | 1:3            | Węgry     | 0:1           | 1:2        |
| Po lewej gospodarz pierwszego meczu. |                |           |               |            |

### Dwumecze
| 12 listopada 2015 | Norwegia | 0:1(0:1)Raport | Węgry · 26' Kleinheisler | Ullevaal Stadion, Oslo Sędzia: Mark Clattenburg |
|                   |          |                |                          |                                                 |

| 15 listopada 2015 | Węgry · Priskin 14' · Henriksen 83' (sam.) | 2:1(1:0)Raport | Norwegia · 87' Henriksen | Groupama Arena, Budapeszt Sędzia: Carlos Velasco Carballo |
|                   |                                            |                |                          |                                                           |

| 13 listopada 2015 | Bośnia i Hercegowina · Džeko 85' | 1:1(0:0)Raport | Irlandia · 82' Brady | Bilino Polje, Zenica Sędzia: Felix Brych |
|                   |                                  |                |                      |                                          |

| 16 listopada 2015 | Irlandia · Walters 24' (k), 70' | 2:0(1:0)Raport | Bośnia i Hercegowina | Aviva Stadium, Dublin Sędzia: Björn Kuipers |
|                   |                                 |                |                      |                                             |

| 14 listopada 2015 | Ukraina · Jarmołenko 23' · Sełezniow 54' | 2:0(1:0)Raport | Słowenia | Arena Lwów, Lwów Sędzia: Jonas Eriksson |
|                   |                                          |                |          |                                         |

| 17 listopada 2015 | Słowenia · Cesar 11' | 1:1(1:0)Raport | Ukraina · 90+8' Jarmołenko | Ljudski vrt, Maribor Sędzia: Cüneyt Çakır |
|                   |                      |                |                            |                                           |

| 14 listopada 2015 | Szwecja · Forsberg 45' · Ibrahimović 50' (k) | 2:1(1:0)Raport | Dania · 80' Jørgensen | Friends Arena, Sztokholm Sędzia: Nicola Rizzoli |
|                   |                                              |                |                       |                                                 |

| 17 listopada 2015 | Dania · Poulsen 81' · Vestergaard 90+1' | 2:2(0:1)Raport | Szwecja · 19', 76' Ibrahimović | Telia Parken, Kopenhaga Sędzia: Martin Atkinson |
|                   |                                         |                |                                |                                                 |